# Kuća Burazin u Splitu
Kuća Burazin je zgrada u Splitu, Hrvatska. Nalazi se na adresi Šetalište Ivana Meštrovića 7.

## Opis
Dvokatnica s nadgrađem podignuta je 1941. godine s južne strane Šetališta od kojeg je dijeli kameni ogradni zid. Glavni ulaz je na sjeveru, a pred južnim pročeljem je hortikulturno uređen vrt, ali je kuća i s ostalih strana okružena zelenilom. Kubični volumeni, suprotstavljanje vertikala i horizontala, prozori usječeni u zidnu plohu, balkoni i brisoleji nadgrađa istureni izvan glavnog volumena, ravni krov, karakteristični su za arhitekturu međuratne moderne koju odlikuje jednostavnost oblikovanja i funkcionalnost.

## Zaštita
Pod oznakom Z-5453 zavedena je kao nepokretno kulturno dobro - pojedinačno, pravna statusa zaštićena kulturnog dobra, klasificiranog kao profana graditeljska baština.